# Weidezaun
Ein Weidezaun ist ein Zaun, der Tiere daran hindert, die Weide selbständig zu verlassen. Weidezäune können aus verschiedenen Materialien (Metall, Kunststoff oder Holz) bestehen und auch als Elektrozaun ausgeführt werden. Für Weidezäune gelten strenge tierschutzrechtliche Vorgaben. 

## Ortsfeste Zäune

### Holz

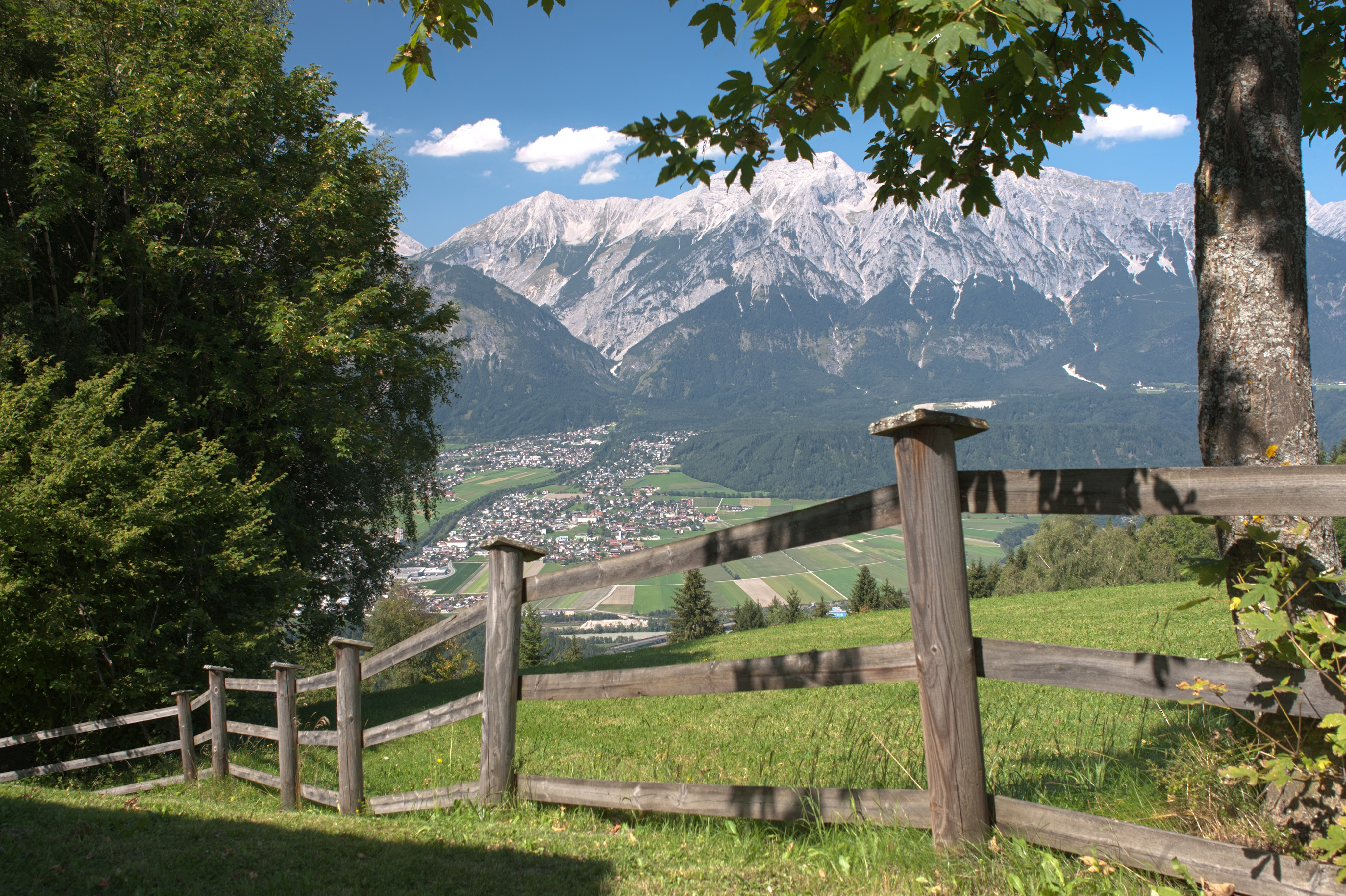
Holzzaun

Holzzäune werden sowohl zur Begrenzung von Pferde- als auch Rinderweiden genutzt. Für die Pfosten werden robuste Holzarten wie Eiche oder Robinie verwendet. Pfosten aus Weichholz, wie Fichte und Kiefer sind preisgünster, weisen aber eine geringere Haltbarkeit auf.
Die Querlatten bestehen zumeist aus Rund- oder Halbrundhölzern – oft aus Fichtenholz – und werden an der Innenseite der Pfähle befestigt. So können sie Tieren, die eventuell dagegen laufen, Widerstand leisten.
Der Holzzaun kann an der Innenseite durch Elektrodraht ergänzt werden, um zu verhindern, dass die Tiere am Zaun nagen oder sich daran reiben.

### Kunststoff
Kunststoffzäune aus PVC (Polyvinylchlorid) verrotten nicht und sind pflegeleichter als Holzzäune. Da Kunststoffe Weichmacher enthalten, altern sie ebenfalls. Teilweise wird wiederaufbereitetes PVC verwendet. Der Aufbau erfolgt wie bei einem Holzzaun, ebenfalls kann hier Elektrodraht verwendet werden.

### Metall
Metallzäune benötigen ebenfalls weniger Wartung als Holzzäune. Das im Allgemeinen feuerverzinkte Material verrottet nicht. Nicht alle Ausführungen sind gleich gut als Weidezaun geeignet, da sie eine Gefahr sowohl für die unterschiedlichen Weide- als auch für Wildtiere darstellen können.
Glattdraht
Einzäunungen aus Glattdraht sind für Pferdeweiden ungeeignet, da Pferde als Fluchttiere in schneller Geschwindigkeit in den Zaun laufen und sich verletzen können. Für Rinder stellen Glattdrahtzäune jedoch kein Problem dar.
Stacheldraht
Stacheldrahtzäune stellen wegen der Spitzen für alle Weidetiere eine große Verletzungsgefahr dar.
Entlang von Straßen und Waldrändern sollten solche Zäune nicht aufgestellt werden. Auf der Flucht vor Gefahren in den schützenden Wald können auch Wildtiere den Zaun übersehen und sich verletzen. Je nach rechtlicher Lage dürfen solche Zäune manchmal nur in bestimmten Abstand von öffentlich begehbaren Wegen oder Straßen aufgestellt werden.
Knotengitter
Knotengitterzäune, auch als „Schafzäune“ bezeichnet, werden vor allem für die Umzäunung von Schaf- und Ziegenweiden genutzt und halten außerdem wildernde Hunde ab. Für Pferdeweiden sind Knotengitterzäune nur bedingt geeignet, da sich die Tiere mit dem Huf im Netz verfangen können. Sie gelten in einigen Bundesländern als tierschutzwidrig und sind deshalb unzulässig.
Knotengitterzäune werden ebenfalls entlang von Autobahnen aufgestellt, um Wildunfälle mit großen Wildtieren zu vermeiden. Auch hier kann der Zaun eine Gefahr darstellen, da sich kleinere Tiere in den Maschen verfangen und sich nicht wieder befreien können.

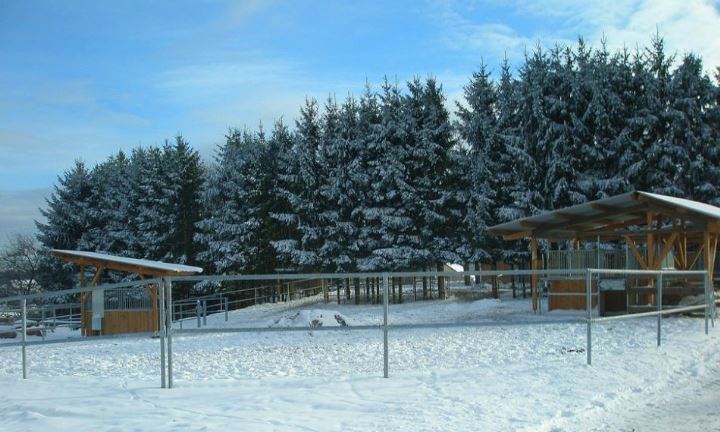
Einbetonierter Metallzaun
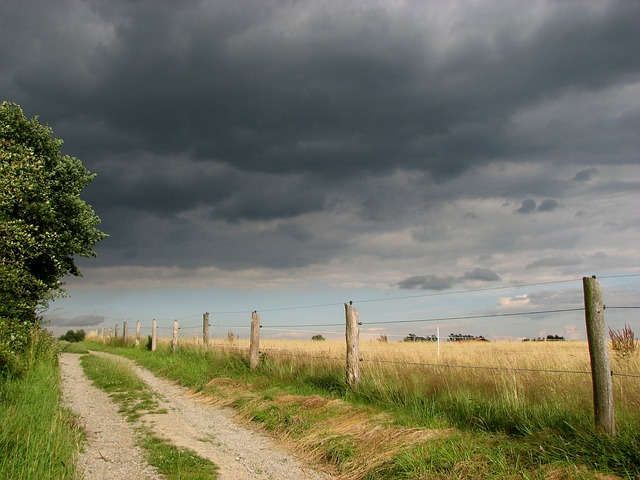
Glattdrahtzaun
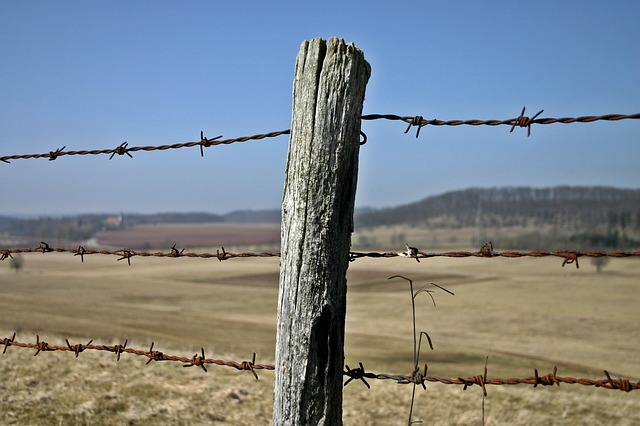
Stacheldrahtzaun
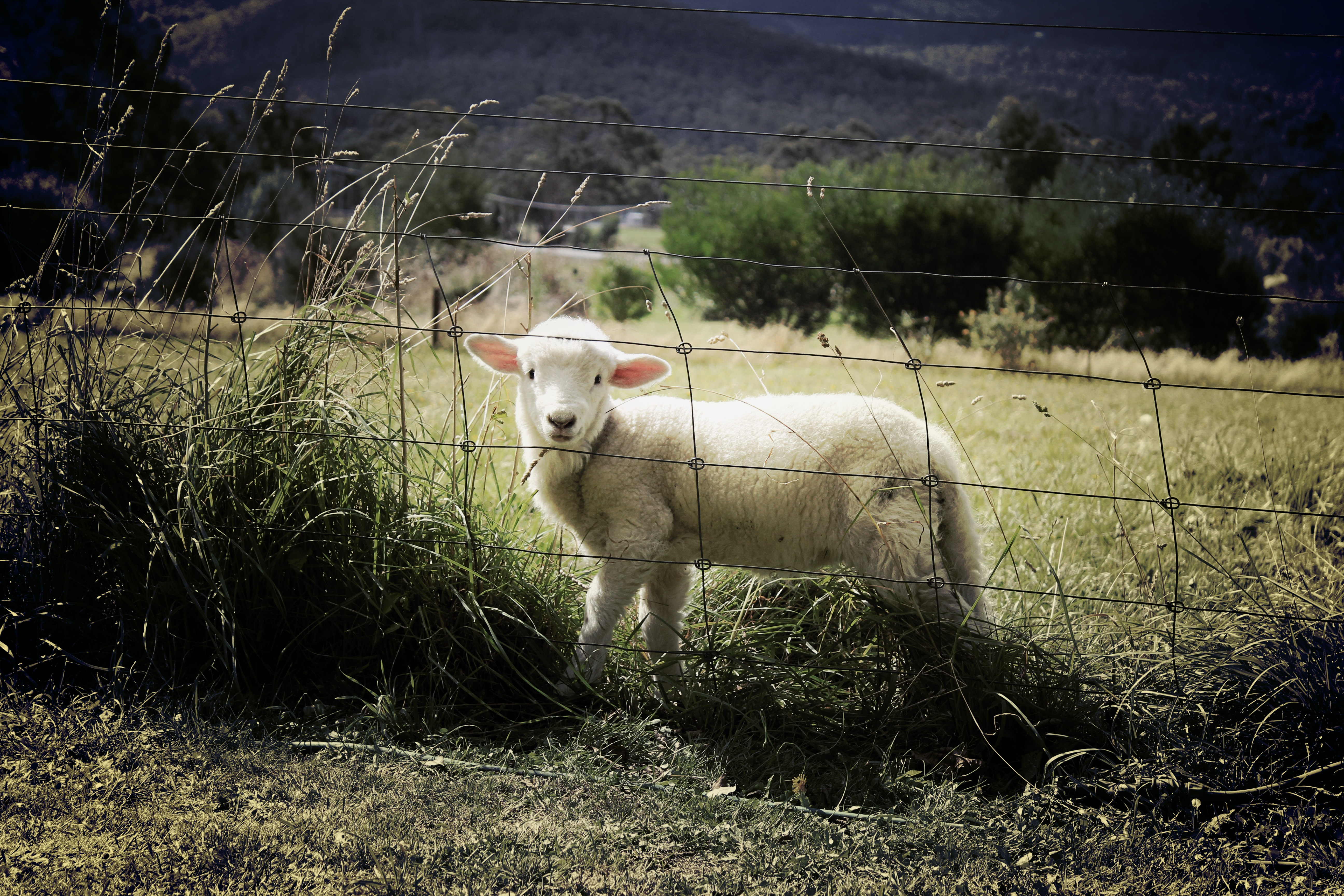
Knotengitterzaun

## Versetzbare Zäune
Versetzbare oder mobile Zäune werden nur für einen bestimmten Zeitraum aufgestellt. Meist finden sie Verwendung in der extensiven Schafhaltung oder der saisonalen Weidehaltung von Pferden, Rindern, Geflügel, Schafen und Ziegen. Versetzbare Zäune werden bei wechselnden Weiden oder der Abteil-Abtrennung einer Portionsweide verwendet.
Das verwendete Zaunmaterial ist abhängig von der Tierart. Für Schafe und Ziegen verwendet man ein Schafnetz. Dieses ähnelt einem Knotengitterzaun, besteht jedoch aus Plastikschnüren, die mit feinen Metalldrähten versehen sind. Als Geflügelzaun werden deutlich engmaschigere Gitternetze verwendet. Bei Rindern wird häufig nur ein gut leitender Draht zwischen Holz- oder Plastikpfählen gespannt, der in regelmäßigen Abständen mit rot-weißem Absperrband o. Ä. versehen wird um ihn für die Tiere besser wahrnehmbar zu machen. Bei Pferden ist ein Stacheldraht- oder Knotengitterzaun tierschutzwidrig. Stattdessen ist weißes oder farbiges Breitband üblich, da dieses für die Tiere besser sichtbar ist und im Ernstfall reißt, sollte sich ein Tier darin verfangen.

## Elektrozäune

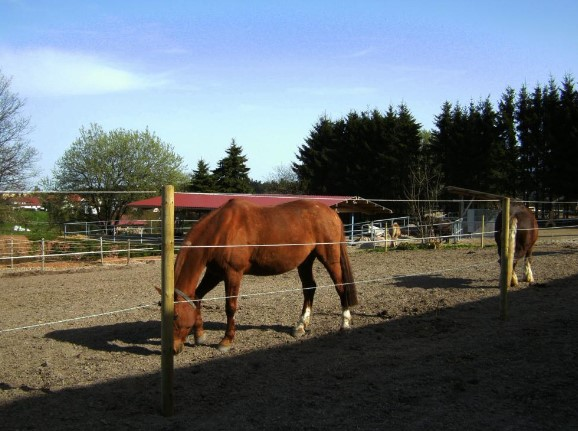
Elektrolitze

Als elektrischer Leiter eines Weidezaunes wird entweder Draht oder Litze verwendet.
Das Drahtmaterial ist Edelstahl, Kupfer oder Aluminium. Weidezaundrähte eignen sich hauptsächlich für feste Zäune, da sie leicht brechen.
Litzen werden in verschiedenen Breiten als Elektrozaunlitze, Weidezaunseil oder Weidezaunband (auch Weidezaunbreitband) angeboten. Die Leiter aus Edelstahl oder Kupfer sind hierbei mit weißem oder farbigem Kunststoff verwoben, was die Strapazierfähigkeit und die Sichtbarkeit für die Weidetiere erhöht.
Die Leiter werden mit Hilfe von Isolatoren aus Kunststoff, Keramik oder Glas gespannt, die an den Zaunpfosten befestigt werden.
Die Stromversorgung erfolgt über ein Weidezaungerät, das mit einer Batterie oder festem Stromanschluss betrieben wird.